# 라발라바

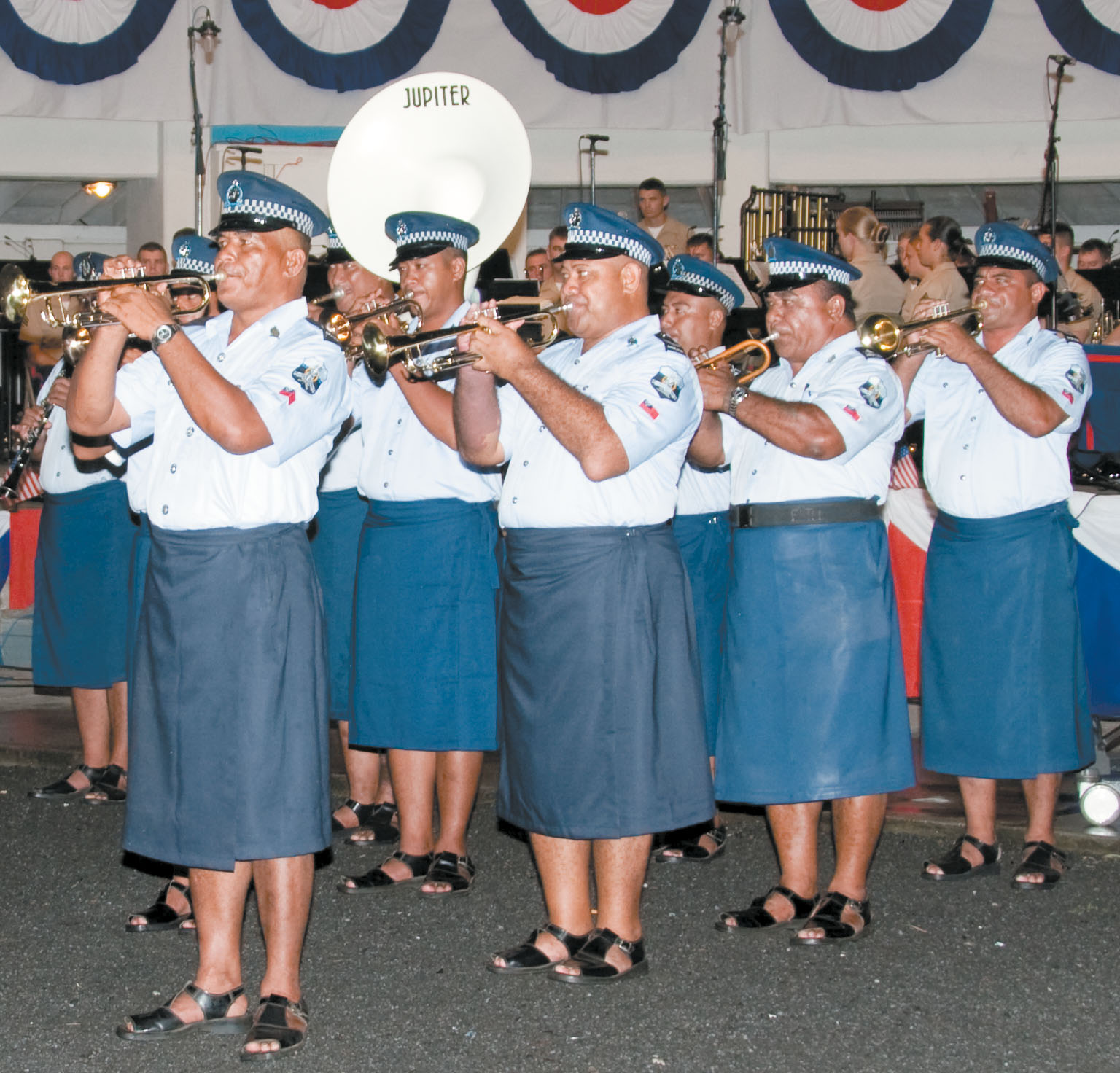
라바라바를 입은 사모아 경찰 밴드

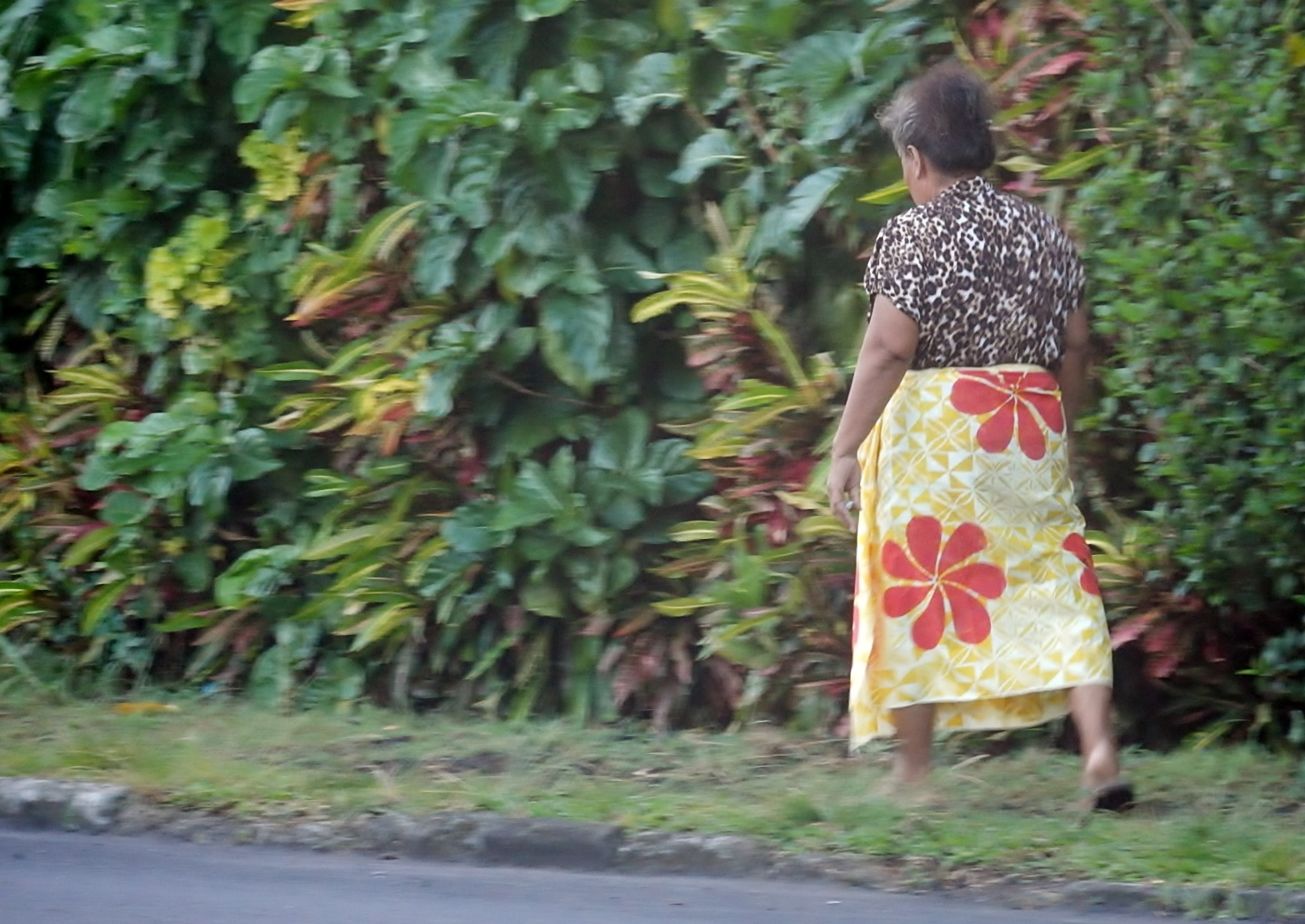
아피아 에서 라발라바를 입고 있는 사모아 여인.

라발라바는 라바-라바 로 쓰여지기도 하고, '아이' 라고도 불리며, '아이 라바라바'의 줄임말이다. 라바라바는 전통적으로 폴리네시아인 과 다른 오세아니아 사람들이 일상적으로 입는 의복이다. 라발라바는 랩어라운드 스커트 나 킬트 와 유사하게 착용되는 단일 직사각형 천으로 구성된다. 라발라바는 복수형과 단수형 모두 존재한다.

## 관습적 사용
오늘날에도 이 패션은 사모아, 아메리칸 사모아, 통가, 멜라네시아 와 미크로네시아 일부 지역에서 흔히 볼 수 있다. 남녀가 교복부터 비즈니스 복장, 정장 재킷과 넥타이까지 다양한 용도로 착용한다. 많은 오세아니아계 민족의 문화적 정체성을 표현하고 특히 미국 (특히 하와이, 알래스카, 캘리포니아, 워싱턴, 유타 ), 호주, 뉴질랜드에 거주하는 해외환경에서 거주할때, 편안함을 느끼기 위해 라발라바를  주로 착용한다.

## 복장
라발라바는 천의 윗부분을 오버핸드 매듭으로 묶어서 허리에 고정된다. 여성들은 종종 헐렁한 끝을 허리 밴드에 끼워 넣는 반면, 남성들은 보통 앞에 걸 수 있도록 허용한다. 여성들은 일반적으로 발목 길이의 라발라바를 착용하며, 남성들의 랩은 활동이나 상황에 따라 무릎이나 종아리 중간까지 이어지는 경우가 많다.

## 역사
유럽인들이 태평양에 도착하기 전에, 가장 권위 있는 라발라바는 닥나무나 야생 히비스커스 나무껍질로 만든 고운 매트(판다누스 잎으로 정교하게 짠 직물)나 시아포(타파 천)로 몸을 감싸서 만들어졌다. 사모아인들은 또한 꽃잎, 잎, 깃털, 조개껍질과 같은 전통적인 재료로 라발라바를 만들어 식물 섬유로 만든 랩어라운드 백킹에 연결했다.
옥양목 과 직조된 면직물 이 일상생활에서 짠 천이나 나무껍질 천으로 만든 라발 라바를  대체했다. (오늘날에도 '이 토가와 시아포 랩은 의식적이고 축제적인 행사와 춤 공연에 여전히 사용되고 있다'). 완두콩 몸통 문신을 한 사모아 남성과 말루 다리 문신을 한 사모아 여성은 종종 라발라바의 허리띠를 굴리거나 라발라바의 측면과 후면 부분을 집어넣어 춤 공연이나 '아바 의식'과 같은 의식적 기능(예: 아기니)에서 문신을 드러내는 스타일이다.
미크로네시아 내에서 도입된 용어인 "라발라바"는 야프 외곽 섬의 직기로 짠 치마를 설명하는 데 사용되지만 이러한 직물의 직조 및 착용은 한때 현재의 추크 주까지 동쪽으로 확장되었다. 여성의 엉덩이에 착용하는 프린지 끝은 "앞에서 만나 한쪽으로 감겨 벨트로 고정"된다 이 서부 캐롤라인 섬 주민들 중에서 전통적인 직조는 "매우 발달된" 직조로 묘사되어 왔으며 직조공들은 오랫동안 "독특한 독창성과 지략"을 입증해 왔다. 치마의 문화적 중요성은 "단순히 일상복의 아이템으로서의 기능을 훨씬 뛰어넘는다"고 할 수 있다 라바라바는 “미크로네시아 사회의 사회적, 경제적 관계, 의례적 문제, 미적 이상을 고도로 압축하여 시각적으로 표현한 것”에 불과하다. 웨스턴 캐롤라인 섬 환초에서 여성이 된 모든 여성들이 매일 착용하는 것 외에도, 이 치마는 투자, 입문, 지역 지도자들의 매장에도 사용된다. 미크로네시아의 야프 외곽 섬에서는 치마의 등끈 텐션 짜기가 여전히 흔한 관행이지만 이주민들 사이에서는 이 관행이 줄어들고 있다.

## 현재 형태
특별히 맞춤 제작된 리넨 라발라바 는 종아리 중간까지 내려오고, 종종 주머니와 넥타이/버클이 달려 있으며, 남성들이 특별한 경우나 교회에 갈 때 착용한다.이것들은 항상 단색이며(일상적인 라바라바 의 밝은 패턴과 대조적으로) 술루 ( 피지 ), ' 이에 파이타가 (사모아), 또는 투페누 ( 통가 )로 알려져 있다. 비슷한 발목 길이의 치마는 사모아 여성과 통가 여성이 입는 투피스 정장(각각 풀레타시와 풀레타하라고 불림)의 하반신을 형성한다. 특별한 경우 통가 투페누와 풀레타하는 보통 타오발라라고 불리는 타파 천 또는 허리 매트와 관련이 있으며, 일부 사모아 사람들은 여전히 비슷한 방식으로 타파 천 발라 사시를 착용한다(비록 발라는 일반적으로 타우푸 하녀나 마나아 보우로 행동하는 사람들의 의식적/축제적인 오라토레이터나 사람들로 제한된다). 통가, 사모아, 피지의 공식적이고 맞춤화된 린넨 라발라바 스타일은 1920년 피지의 귀족 라투 시르 랄라 수쿠나가 유럽에서 군 복무와 대학 교육을 받은 후 피지에 버클이 달린 술루를 소개하면서 시작되었다.

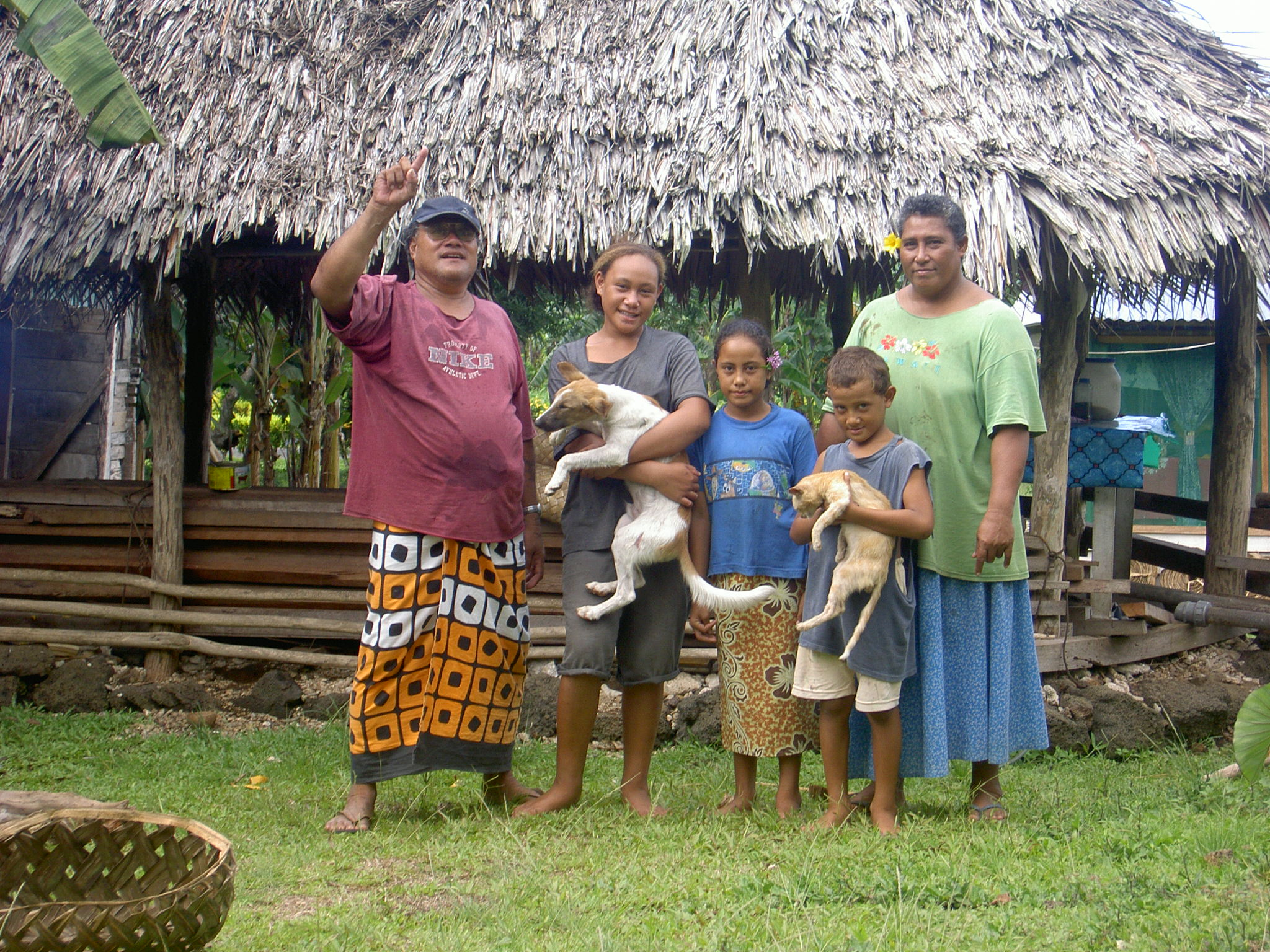
라발라바를 입은 사모아 가족.

새틴, 벨벳, 폴리에스터, 스팽글 등의 소재로 만든 화려한 색상의 라발라바는 최근 공연 댄스 그룹과 마을, 교회 또는 학교 기반 합창단 사이에서 인기를 끌고 있다.
시 파이타가는 2025년에 출시되는 에밀리아 윅스테드와 테 랑기투 네타나가 설계한 에어 뉴질랜드의 미래형 직원 유니폼 라인업의 일부로 포함되어 있다.

## 관련 이름과 의류
영어에서 이런 옷을 일반적으로 사롱 이라고 부르지만, 사롱이라는 단어는 실제로 말레이어이고, 라발라바 는 사모아어로 '옷을 두르는 천'을 뜻하는 'ie lavalava '의 줄임말이다. 폴리네시아 품종의 또 다른 일반적인 이름은 파레우 (일반적으로 파레오라고 표기)로 타히티 이름이다. 통가에서는 이 옷을 투페누 라고 부른다. 뉴칼레도니아 와 왈리스 푸투나 에서는 라발라바를 마누라 고 부른다. 비슷한 단순한 종류의 의류로는 파푸아뉴기니 와 남태평양 에서 입는 랩랩(lap-lap) 이 있는데, 양쪽이 완전히 열려 있다.

## 또한 참조
- 푸스타넬라
- 킬트
- 말롱
- 사롱

## 참고문헌
1. ↑  론강, 로사몬드 돕슨 (1924). “남해에서 가장 부유한 섬, 나우루”. 《내셔널 지오그래픽》. 40권 1호. 559–590쪽.
2. ↑  마츠무라, 아키라 (1918). 《미크로네시아 민족지학에 대한 기여》. 도쿄: 일본 제국 대학.
3. ↑  르바르, 프랭크 (1964). 《트룩의 물질 문화》. 뉴헤이븐: 예일대학교 인류학과. 41–48쪽.
4. ↑  킬리앙, 리스 안나 (1982). 《크리에이티브 핸즈》. 콰잘레인, 마셜 제도: 미크로네시아 수공예품 가게. 18쪽.
5. ↑  젤그렌, 에릭 (2007). 《오세아니아: 메트로폴리탄 미술관의 태평양 섬 예술》. 뉴욕: 뉴욕 메트로폴리탄 미술관. 274쪽.
6. ↑  마틴, 린 (July 1981). 《중앙 카롤리나 미학에 대한 접근법》. 호놀룰루: 하와이 대학. 36–41쪽.
7. ↑  펠드먼, 제롬; 와일드, 도날드 (1986). 《미크로네시아 예술: 하와이 대학교 미술관》. 호놀룰루: 하와이 대학.
8. ↑  필드맨, 제롬; 루빈스테인, Donald (1986). 《미크로네시아 예술: 하와이 대학교 미술관》. 호놀룰루: 하와이 대학.
9. ↑  케플러, 아드레인 (2008). 《폴리네시아와 미크로네시아의 태평양 예술》. 옥스퍼드: 옥스퍼드 대학. 107쪽.
10. ↑  멀포드, 주디스 (1980). 《웨스턴 캐롤라인 제도의 라발라바스》. 노스리지: 캘리포니아 주립대학교 노스리지.
11. ↑  “직조에 대한 성찰”. 《직조 연결》. 하벨 외곽 섬 교육 기금. 2021년 8월 30일에 확인함.
12. ↑  야와, 댄 (2025년 4월 10일). “뉴에어 뉴질랜드 유니폼이 현대 다문화주의를 대표하는 이유”. 《New Zealand Herald》. 2025년 4월 13일에 확인함.
13. ↑  얼맨, 제임스 램지 (1962). 《피아피아: 남태평양의 소설》. 월드 퍼블리싱.